# Coustaussa
Coustaussa település Franciaországban, Aude megyében. Lakosainak száma 50 fő (2022. január 1.). Coustaussa Cassaignes, Couiza, Luc-sur-Aude és Rennes-les-Bains községekkel határos.

## Népesség
A település népessége az elmúlt években az alábbi módon változott:
| Lakosok száma | 69   | 52   | 43   | 54   | 49   | 50   | 52   | 52   | 52   | 50   |
|               | 1968 | 1982 | 1990 | 2006 | 2013 | 2015 | 2017 | 2019 | 2020 | 2022 |